# Liste des musées de l'Essex
Cette liste des musées du Essex, Angleterre contient des musées qui sont définis dans ce contexte comme des institutions (y compris des organismes sans but lucratif, des entités gouvernementales et des entreprises privées) qui recueillent et soignent des objets d'intérêt culturel, artistique, scientifique ou historique. leurs collections ou expositions connexes disponibles pour la consultation publique. Sont également inclus les galeries d'art à but non lucratif et les galeries d'art universitaires. Les musées virtuels ne sont pas inclus.

## Musées
| Nom                                                         | Image | Ville/City            | District        | Type              | Résume |
| ----------------------------------------------------------- | ----- | --------------------- | --------------- | ----------------- | --- |
| Art Exchange                                                |       | Colchester            | Colchester      | Art               | website, partie de l' University of Essex, art international et contemporain d'artistes confirmés et émergents, personnalités historiques qui continuent d'inspirer et expositions de groupe |
| Ashdon Museum                                               |       | Ashdon                | Uttlesford      | Local             | website, histoire locale, métiers, agriculture, histoire sociale |
| Audley End House                                            |       | Saffron Walden        | Uttlesford      | Maison historique | Exploité par l'English Heritage, maison de campagne du début du XVIIe siècle, chambres joliment meublées, chefs-d'œuvre de Hans Holbein et de Canaletto, aile de serviteur des années 1880, jardins                                                                                             |
| Aythorpe Roding Windmill                                    |       | Aythorpe Roding       | Uttlesford      | Mill              | Moulin à vent de la fin du XVIIIe siècle |
| Barleylands Farm Museum                                     |       | Billericay            | Basildon        | Agriculture       | Premières machines agricoles et tracteurs, outils, instruments de ménage, ferme et animaux |
| Beecroft Art Gallery                                        |       | Southend-on-Sea       | Southend-on-Sea | Art               | La collection s'étend des peintures néerlandaises du XVIIe siècle aux œuvres contemporaines |
| Bocking Windmill                                            |       | Bocking               | Braintree       | Mill              | Moulin du début du XVIIIe siècle |
| Bourne Mill, Essex                                          |       | Colchester            | Colchester      | Moulin            | website, exploité par le National Trust, moulin à eau élisabéthaine |
| Boxted Airfield Museum                                      |       | Langham               | Colchester      | Militaire         | website, histoire de RAF Boxted pendant la seconde guerre mondiale |
| Bragg's Mill                                                |       | Ashdon                | Uttlesford      | Moulin            | Moulin à vent du milieu du XVIIIe siècle |
| Braintree Museum                                            |       | Braintree             | Braintree       | Multiple          | website, histoire locale, industrie, textile, céramique et art, et "The Essex Model House" de St Osyth Mahala Wood |
| Brentwood Museum                                            |       | Brentwood             | Brentwood       | Local             | website |
| Brightlingsea Museum                                        |       | Brightlingsea         | Tendring        | Local             | website, histoire locale, vie romaine, construction navale, industrie ostréicole |
| Burnham-on-Crouch & District Museum                         |       | Burnham-on-Crouch     | Maldon          | Local             | Histoire locale, histoire maritime, agricole, industrielle et sociale |
| Canvey Island Heritage Centre                               |       | Canvey Island         | Castle Point    | Local             | website |
| Canvey Island Transport Museum                              |       | Canvey Island         | Castle Point    | Transport         | website, automobiles, autobus, véhicules utilitaires, militaires et d'urgence, artefacts pour le transport routier public, tracé de train miniature; situé dans un ancien dépôt de bus |
| Cater Museum                                                |       | Billericay            | Basildon        | Local             | website, histoire locale, salles d'époque |
| Chelmsford Museum                                           |       | Chelmsford            | Chelmsford      | Multiple          | Histoire locale, art, archéologie, histoire naturelle, industrie Chelmsford Museums |
| Fort Coalhouse                                              |       | East Tilbury          | Thurrock        | Militaire         | Le fort de défense côtière victorien du XIXe siècle, ouvert certains jours, comprend des musées et des véhicules militaires |
| Coggeshall Grange Barn                                      |       | Coggeshall            | Colchester      | Agriculture       | website, géré par le National Trust, grange du XIVe siècle construite pour Coggeshall Abbey, collection d'outils et d'équipements agricoles |
| Coggeshall Museum                                           |       | Coggeshall            | Colchester      | Local             | website, histoire locale, industrie, agriculture, culture, dentelle |
| Colchester Castle Museum                                    |       | Colchester            | Colchester      | Histoire          | Château normand avec des expositions d'histoire locale, d'archéologie et d'histoire romaine |
| Colne Valley Postal History Museum                          |       | Halstead              | Braintree       | Philatélie        | website, Boîte aux lettres British Post Office, distributeur automatiques de Timbre postal, documents, uniformes postaux et objets connexes, ouverts sur rendez-vous |
| Colne Valley Railway                                        |       | Sible Hedingham       | Braintree       | Rail              | Chemin de fer du patrimoine, chemin de fer miniature de 7¼ ", centre d'exposition avec histoire et objets façonnés, ferme de race rare, située à la gare de Castle Hedingham |
| Combined Military Services Museum                           |       | Maldon                | Maldon          | Militaire         | Équipement et armement de combat utilisés par les forces armées britanniques de l'époque médiévale à nos jours, modes de vie des troupes, uniformes, Secret Service, artefacts fabriqués, véhicules                                                                                             |
| Copped Hall                                                 |       | Waltham Abbey         | Epping Forest   | Maison historique | Manoir géorgien en cours de restauration, jardins |
| Cressing Temple                                             |       | Cressing              | Braintree       | Histoire          | Granges médiévales et bien utilisées par les Templiers, le jardin clos Tudor, la maison du début du XVIIe siècle, le grenier et la salle d'audience |
| Duck End Mill                                               |       | Finchingfield         | Braintree       | Mill              | Moulin à vent du milieu du XVIIe siècle |
| Dutch Cottage Museum                                        |       | Canvey Island         | Castle Point    | Maison historique | website, géré par la Benfleet and District Historical Society |
| Earls Colne Heritage Museum                                 |       | Earls Colne           | Braintree       | Local             | website, histoire locale |
| East Anglian Railway Museum                                 |       | Chappel               | Colchester      | Rail              | Chemin de fer et musée du patrimoine, comprend l'équipement, les bâtiments de la gare, les postes de signalisation, le hangar à marchandises et le hangar de restauration |
| East Essex Aviation Society and Museum                      |       | St Osyth              | Tendring        | Militaire         | website, situé dans une tour Martello, artefacts militaires, objets récupérés sur les lieux des crashs d'avions locaux |
| Epping Forest District Museum                               |       | Waltham Abbey         | Epping Forest   | Local             | website, histoire locale, archéologie, histoire de l'abbaye, artefacts médiévaux et Tudor, vie victorienne |
| Essex Fire Museum                                           |       | Grays                 | Thurrock        | Pompier           | website |
| Essex Police Museum                                         |       | Chelmsford            | Chelmsford      | Police            | website, histoire de la police d'Essex de 1840 à nos jours, cellule pénitentiaire victorienne |
| Essex Regiment Museum                                       |       | Chelmsford            | Chelmsford      | Militaire         | Histoire et souvenirs du régiment, situés au Chelmsford Museums |
| Feering and Kelvedon Local History Museum                   |       | Kelvedon              | Braintree       | Local             | website, histoire locale, archéologie, agriculture, métiers |
| Finchingfield Guildhall                                     |       | Finchingfield         | Braintree       | Local             | website, hall de guilde du XVe siècle en cours de restauration, abritant le Finchingfield Heritage Center et Finchingfield Library |
| Firstsite                                                   |       | Colchester            | Colchester      | Art               | Centre d'art contemporain et galerie d'art |
| Frinton's Crossing Cottage, Garden and Railway Museum       |       | Frinton-on-Sea        | Tendring        | Local             | website, géré par le Frinton & Walton Heritage Trust, histoire du chemin de fer local et régional |
| Fry Art Gallery                                             |       | Saffron Walden        | Uttlesford      | Art               | L'accent mis sur les artistes locaux comprend des peintures, des estampes, des illustrations, des papiers peints et des motifs décoratifs d'artistes du XXe siècle et d'aujourd'hui. |
| Gibberd Gallery                                             |       | Harlow                | Harlow          | Art               | website, expositions temporaires et collection d'aquarelles et de dessins britanniques de Frederick Gibberd gérés par The Harlow Art Trust |
| Great Bardfield Cottage Museum                              |       | Great Bardfield       | Braintree       | Local             | information, histoire locale |
| Great Dunmow Museum                                         |       | Great Dunmow          | Uttlesford      | Local             | website, histoire locale, industrie, culture |
| Halstead Heritage Museum                                    |       | Halstead              | Braintree       | Local             | website, histoire locale, culture, transports, géré par la Halstead & District Local History Society |
| Harlow Museum                                               |       | Harlow                | Harlow          | Local             | website, jardins murés, histoire locale, époque romaine & artefacts, vie tudor, articles ménagers victoriens, jouets |
| Harwich Lifeboat Museum                                     |       | Harwich               | Tendring        | Maritime          | « website »(Archive.org • Wikiwix • Archive.is • Google • Que faire ?), exploité par la Harwich Society, information, situé dans une ancienne station de canot de sauvetage avec expositions sur les sauvetages en mer                                                                          |
| Harwich Maritime Museum                                     |       | Harwich               | Tendring        | Maritime          | « website »(Archive.org • Wikiwix • Archive.is • Google • Que faire ?), géré par la Harwich Society, situé dans un Phare mis hors service , des artefacts nautiques, des informations |
| Harwich Redoubt                                             |       | Harwich               | Tendring        | Militaire         | Fort napoléonien, géré par la Harwich Society |
| Hedingham Castle                                            |       | Castle Hedingham      | Braintree       | Maison historique | Donjon et terrains normands médiévaux |
| Hill Hall                                                   |       | Epping                | Epping Forest   | Maison historique | Exploité par l'English Heritage, manoir élisabéthain, visites sur rendez-vous |
| Hollytrees Museum                                           |       | Colchester            | Colchester      | Local             | Histoire locale, jouets, costumes |
| Hylands House                                               |       | Chelmsford            | Chelmsford      | Maison historique | Maison de style Queen Anne restaurée du XVIIIe siècle, parc et jardins |
| Ingatestone Hall                                            |       | Ingatestone           | Brentwood       | Maison historique | Maison à colombages du XVe siècle |
| John Webb's Mill                                            |       | Thaxted               | Uttlesford      | Mill              | Moulin du début du XIXe siècle |
| Kelvedon Hatch Secret Nuclear Bunker                        |       | Kelvedon Hatch        | Brentwood       | Militaire         | Bunker souterrain utilisé pendant la guerre froide comme siège du gouvernement régional |
| Langdon Visitor Centre & Haven Plotlands Museum             |       | Basildon              | Basildon        | Multiple          | Histoire naturelle de la réserve naturelle, également Haven Plotlands Museum, escapade dans des bungalows datant des années 1930 |
| Layer Marney Tower                                          |       | Layer Marney          | Colchester      | Maison historique | Palais et jardins Tudor du XVIe siècle |
| Little Baddow History Centre                                |       | Little Baddow         | Chelmsford      | Local             | website |
| Maeldune Centre                                             |       | Maldon                | Maldon          | Local             | Histoire locale, art, grandes broderies modernes sur la bataille de Maldon |
| Maldon District Agricultural & Domestic Museum              |       | Maldon                | Maldon          | Histoire          | information, matériel agricole vintage, outils d'agriculture, articles ménagers |
| Maldon Museum                                               |       | Maldon                | Maldon          | Local             | website, également connu sous le nom de Museum in the Park, situé dans le pavillon du gardien du parc |
| Mangapps Railway Museum                                     |       | Burnham-on-Crouch     | Maldon          | Rail              | Chemin de fer et musée du patrimoine, comprend du matériel roulant, des souvenirs, des bâtiments |
| Manningtree Museum                                          |       | Manningtree           | Tendring        | Local             | website, histoire locale |
| Mersea Island Museum                                        |       | Mersea Island         | Colchester      | Local             | website, pêche, ostréiculture, oiseaux sauvages, construction de bateaux, histoire locale, histoire naturelle, géologie |
| Minories Art Gallery                                        |       | Colchester            | Colchester      | Art               | Une partie de l'Colchester Institute |
| Mountnessing Windmill                                       |       | Mountnessing          | Brentwood       | Mill              | Moulin du début du XIXe siècle |
| Munnings Art Museum                                         |       | Dedham                | Colchester      | Art               | Maison et oeuvres de Sir Alfred Munnings, situé à Castle House |
| Museum of Power                                             |       | Langford              | Maldon          | Technologie       | Situé dans une station de pompage d’eau, présente des exemples concrets de moteurs à vapeur, de machines, d’équipements et d’outils, ainsi que de chemins de fer miniatures |
| Natural History Museum, Colchester                          |       | Colchester            | Colchester      | Histoire naturel  | website, patrimoine naturel du nord-est de l'Essex |
| Naze Tower                                                  |       | Walton-on-the-Naze    | Tendring        | Histoire naturel  | Tour avec plateforme d'observation, musée sur l'écologie et l'environnement de la pointe du Naze, galerie d'art |
| Nazeing Glass Museum of 20th Century British Domestic Glass |       | Nazeing               | Epping Forest   | Art               | website, œuvres et histoire de Nazeing Glass Works et d'autres fabricants de verre britanniques au XXe siècle |
| North Weald Airfield Museum                                 |       | North Weald Bassett   | Epping Forest   | Militaire         | Histoire de l'ancien aérodrome militaire |
| Nottage Maritime Institute                                  |       | Wivenhoe              | Colchester      | Maritime          | website, peintures maritimes, photographies, maquettes et artefacts |
| Paycocke's                                                  |       | Coggeshall            | Colchester      | Maison historique | website, géré par le National Trust, maison du début du XVIe siècle avec boiseries et boiseries élaborées, jardin |
| Peter Edwards Museum & Library                              |       | Chelmsford            | Chelmsford      | Sports            | website, histoire et souvenirs du Essex County Cricket Club, situé à County Cricket Ground |
| Prittlewell Priory                                          |       | Southend-on-Sea       | Southend-on-Sea | Religions         | Prieuré médiéval |
| Purfleet Heritage & Military Centre                         |       | Purfleet              | Thurrock        | Militaire         | website, located in a former Royal magazine for gunpowder, des artefacts et des souvenirs de toutes les forces armées |
| Rayleigh Town Museum                                        |       | Rayleigh              | Rochford        | Local             | website, Rayleigh, ses habitants, ses lieux et son patrimoine, le plus ancien bâtiment laïque de la ville |
| Rayleigh Windmill                                           |       | Rayleigh              | Rochford        | Mill              | Moulin du début du XIXe siècle |
| Ridgewell Airfield Commemorative Museum                     |       | Ridgewell             | Braintree       | Militaire         | website, uniformes, artefacts, médailles, souvenirs du terrain d'aviation de la Seconde Guerre mondiale, du 381st Bomb Group et de la No. 90 Squadron RAF |
| Royal Gunpowder Mills                                       |       | Waltham Abbey         | Epping Forest   | Multiple          | Le complexe comprend la science des expositions sur la poudre à canon, l'histoire du site, des expositions d'armes et d'artefacts militaires, le transport, les fusées, des scènes de rue des années 1940, l'histoire de la Conspiration des Poudres, un chemin de fer à voie étroite, des bois |
| Saffron Walden Museum                                       |       | Saffron Walden        | Uttlesford      | Multiple          | website, histoire locale, histoire naturelle, Egypte ancienne, archéologie, arts décoratifs, costumes, objets ethnographiques |
| Sandford Mill                                               |       | Chelmsford            | Chelmsford      | Science           | website, histoire industrielle et la science impliquée, une partie de Chelmsford Museums |
| Southchurch Hall                                            |       | Southend-on-Sea       | Southend-on-Sea | Maison historique | Manoir médiéval à colombages du début du XIVe siècle avec des salles d'époque illustrant la vie à différents siècles |
| Southend Central Museum                                     |       | Southend-on-Sea       | Southend-on-Sea | Multiple          | Histoire locale, histoire naturelle, planétarium |
| Southend Pier Museum                                        |       | Southend-on-Sea       | Southend-on-Sea | Amusement         | Histoire de la Southend Pier, machines à sous penny fonctionnantes |
| Stansted Mountfitchet Windmill                              |       | Stansted Mountfitchet | Uttlesford      | Mill              | Moulin à vent de la fin du XVIIIe siècle |
| Stock Windmill                                              |       | Stock                 | Chelmsford      | Mill              | Moulin du début du XIXe siècle |
| Thaxted Guildhall                                           |       | Thaxted               | Uttlesford      | Maison historique | website, hall de guilde du XIVe siècle |
| The Time Machine                                            |       | Harlow                | Harlow          | Science           | website, expositions pratiques sur la science et la technologie |
| Thurrock Museum                                             |       | Grays                 | Thurrock        | Local             | website, histoire locale, culture, archéologie, industrie, culture, histoire sociale |
| Tilbury Fort                                                |       | Tilbury               | Thurrock        | Militaire         | Exploité par l'English Heritage, fort d'artillerie du XVIIe siècle |
| Walton Maritime Museum                                      |       | Walton-on-the-Naze    | Tendring        | Maritime          | website, ancienne station de sauvetage avec artefacts maritimes, histoire locale, histoire naturelle, restauration du James Stevens 14 lifeboat, opéré par le Frinton & Walton Heritage Trust                                                                                                   |
| Warner Textile Archive                                      |       | Braintree             | Braintree       | Textile           | Archives de quelque 100 000 articles relatifs à l'industrie textile à Braintree, en particulier l'héritage de Warner and Sons |
| Wilkin & Sons Visitor Centre                                |       | Tiptree               | Colchester      | Nourriture        | Salon de thé, magasin et musée des confitures et de la confiture Wilkin & Sons |

## Musées fermés
- Motorboat Museum, Basildon; fermé en décembre 2009[1]
- Southend Historic Aircraft Museum, Southend-on-Sea; fermé en mai 1983 [2]
- Tymperleys Clock Museum, Colchester, fermé en 2010, les pendules se trouvent maintenant au Hollytrees Museum[2]
- Walton Hall Museum, Stanford-le-Hope, fermé en 2010[3]